# Двоструки обруч
Двоструки обруч је југословенски акциони филм из 1963. године. Режирао га је Никола Танхофер, а сценарио је писао Иво Штивичић.

## Радња
Радња филма се дешава у јесен 1941. када група илегалаца спашава из логора ухапшене комунисте Тому и Павла. Илегалац Петар треба их пребацити до партизанских јединица, али их путем пресреће усташка патрола, која спроводи у град ухапшеног партизана Крилета. Патрола је савладана, Криле ослобођен, а Петар се одваја од њих и уговара састанак код оближњег шумског градилишта, гдје их чека "веза" за партизане. На договореном месту Томо и његова група не налазе ни Петра ни "везу". 
И поред тога што је на потерници Томо одлази у оближњу крчму
не би ли дознао што се догодило. Власник крчме Марко препознаје Тому и пријављује га усташком функционеру Крешимиру Лисцу. Лисац хапси Тому и покушава га пребацити у град, међутим, Павле и Криле су у заседу и онемогућују било коме да напусти крчму. У крчми напетост расте: Марко присиљава свог помоћника Малог да помогне Лисцу, што конобарица Марија не одобрава. Ту се појављује и загонетни Дуги, за којег се не зна на чијој је страни.

## Улоге
| Глумац                   | Улога          |
| ------------------------ | -------------- |
| Северин Бијелић          | Томо Ољачић    |
| Берт Сотлар              | Звонимир Лисац |
| Павле Вуисић             | Крчмар Марко   |
| Хермина Пипинић          | Марија         |
| Столе Аранђеловић        | Дуги           |
| Давор Антолић            | Мали           |
| Велимир Бата Живојиновић | Павле          |
| Борис Дворник            | Криле          |
| Антун Налис              | Кувар          |
| Мaријaн Ловрић           | Петар          |
| Милош Кандић             | Жути           |
| Фабијан Шоваговић        | Усташки водник |
| Борис Михољевић          | Усташа         |
| Круно Валентић           | Усташа         |
| Иво Фици                 |                |
| Виктор Лељак             |                |